# Izrael Poznański
Izrael Poznański (jidiš: ישראל פאזנאנסקי, 25. srpna 1833 Aleksandrów Łódzki – 28. dubna 1900 Lodž) byl jedním z lodžských králů bavlny společně s Ludwikem Geyerem, Karolem Wilhelmem Scheiblerem a Henrykem Grohmanem. Je charakterizován jako jeden ze tří největších průmyslníků v druhé polovině 19. století, který se zasloužil o mimořádný rozvoj textilního průmyslu v Polsku a o růst města Lodže.

## Životopis
Byl nejmladším synem kupce, který se v roce 1825 usídlil v Aleksandrówě Łodžkém a po narození Izraela se přestěhoval do Lodže.
Izrael po dokončení školní docházky ještě studoval na tzv. progymnáziu (několik nižších tříd gymnázia).
V roce 1851 ve věku 17 let se oženil s Leonií Hertzovou, dcerou zámožného obchodníka z Varšavy.  Tehdy je charakterizován jako „mistr tkalcovské profese“. Manželka přinesla do tkalcovské manufaktury jmění v hodnotě 500 rublů. Následně v roce 1852 převzal Izrael od otce obchodní firmu a začíná jeho podnikatelská činnost, která trvala prakticky až do konce jeho života.

## Rozvoj textilního průmyslu
V roce 1859 byla hodnota produkce výrobků firmy již 6 tisíc rublů a v roce 1868 dosáhla hodnoty 23 tisíc rublů. V roce 1871 začíná Poznaňský skupovat pozemky a v roce 1872 je zde již prvá stavba budoucího textilního areálu, který se pak neustále rozrůstá závratným tempem. V té době se začíná vytvářet Piotrkowská ulice, kolem které se rozrůstá celý mimořádný areál. První objekt má 200 moderních tkalcovských stavů, pak následují další stavby. Firma se posléze přizpůsobila i v právní podobě a v roce 1889 se změnila na akciovou společnost s názvem „Towarzystwo Akcyjne Wyrobów Bawełnianych I. K. Poznańskiego w Łodzi”.

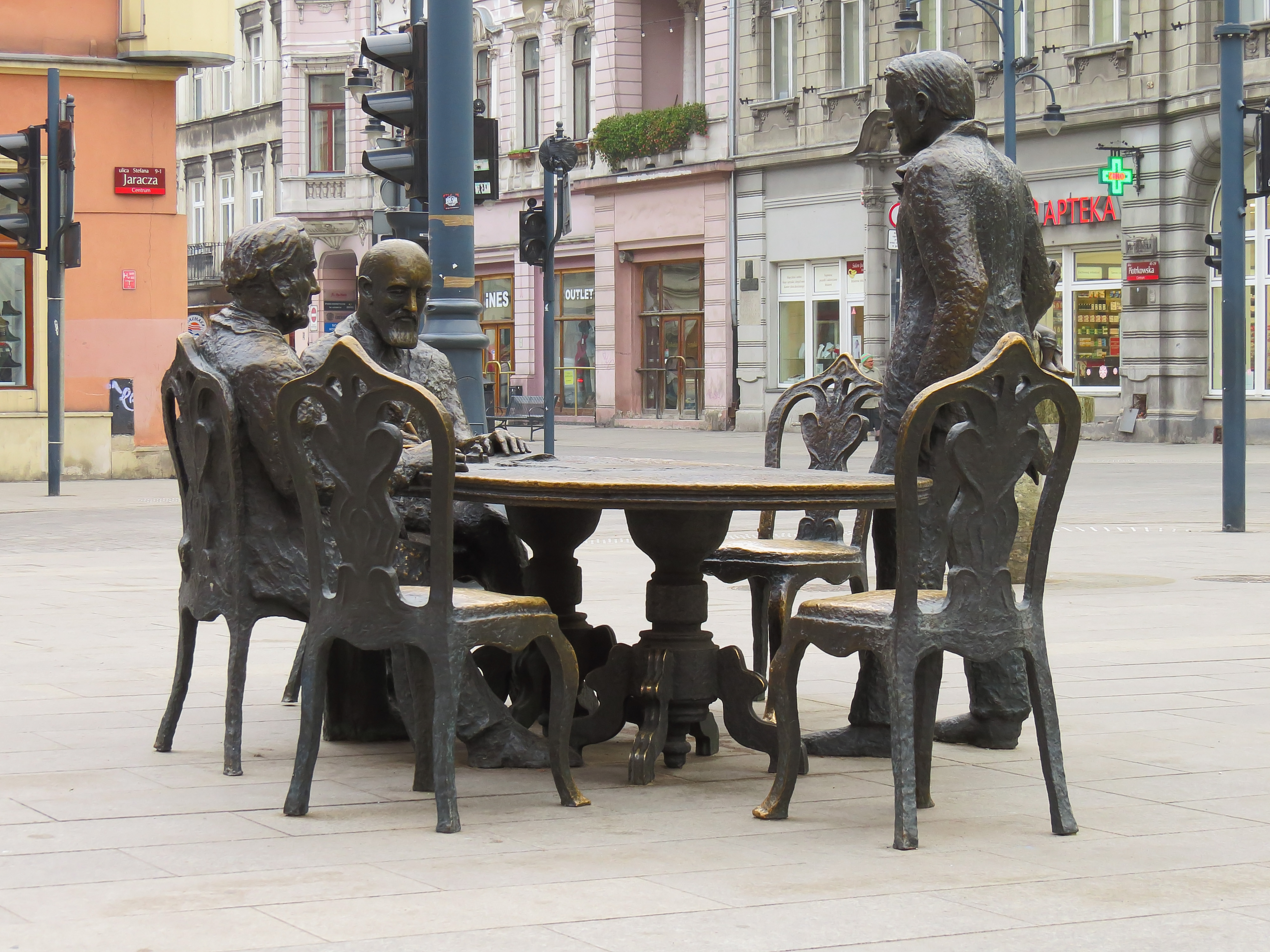
Pomník lodžských průmyslníků (Izrael Pozňansky, Karol Scheibler a Ludwik Grohman)

Dynamiku rozvoje charakterizuje časový přehled jednotlivých nejdůležitějších investic:
- 1874/1875 – rozšíření tkalcovny, stavba bělidla a dokončovací zařízení
- 1877 – stavba obrovské budovy pro přádelnu
- 1878 – vlastní mechanická dílna
- 1880 – tovární nemocnice (Nemocnice sv. Josefa, nyní pojmenovaná podle Radlińského)
- 1885–1890 – „Szpital Orozakonnych
- 1887 – barvírna, dokončovací dílna a centrální kotelna
- 1890, 1895 – ostatní tkalcovny
- 1893 – slévárna železa
- 1895–1897 – velké sklady bavlny na Starém hřbitově

Jestliže v roce 1865 měla firma 70 dělníků, potom v roce 1906 jich zde bylo zaměstnáno již 6 800. Kolem roku 1850, kdy začíná podnikání Izraela Poznaňského, bylo v Lodži okolo 15 tisíc obyvatel. Na přelomu století se jejich počet pohyboval okolo 300 tisíc a město se zcela změnilo.

## Pracovní a společenské podmínky
Situace ve společnosti v 19. století nebyla nijak lehká a ani Poznaňského firmy nebyly těchto problémů ušetřeny. Pracovní doba byla tehdy od 5 hodin ráno do 21 hodiny večer a základní platy byly i na tehdejší poměry nízké. Izrael Poznaňský se však, stejně jako ostatní podnikatelé tehdejší doby, věnoval charitativní činnosti, tak jak to bylo ostatně běžné (viz výše). Podílel se však nejen na vybudování sirotčince, školy pro chudé a nemocnice, ale i přispěl na ikonostas v pravoslavném kostele svatého Alexandra Něvského. V roce 1895 notářsky převedl na lodžskou vyšší školu řemeslnickou 100 000 rublů. Pro svoji činnost byl proto také vyznamenán jak řádem svatého Stanislava III. třídy, tak obdržel i řád svaté Anny II. třídy.

## Úmrtí
Izrael Poznaňský zemřel v kruhu rodinném dne 28. dubna 1900 a o dva dny později byl pochován v rodinném hrobu na židovském hřbitově. Majetek, který po sobě zanechal, byl ohodnocen na 11 miliónů rublů. Další vývoj firmy byl poznamenán mnoha problémy, zejména první světovou válkou a tak továrna byla ve 30. letech pro své zadlužení převzata francouzskou bankou Banca Commerciale Italiana.